# UCIワールドツアー2015
UCIワールドツアー2015（UCI World Tour 2015）は、UCIワールドツアーの2015年におけるシリーズ全27戦。

## UCIワールドツアーライセンスチーム
| チーム名                           | 国籍           | コード |
| ---------------------------------- | -------------- | ------ |
| AG2R・ラ・モンディアル             | フランス       | ALM    |
| アスタナ・プロ・チーム             | カザフスタン   | AST    |
| BMC・レーシングチーム              | アメリカ合衆国 | BMC    |
| チーム・キャノンデール・ガーミン   | アメリカ合衆国 | TCG    |
| エティックス・クイックステップ     | ベルギー       | EQS    |
| FDJ                                | フランス       | FDJ    |
| IAMサイクリング                    | スイス         | IAM    |
| ランプレ・メリダ                   | イタリア       | LAM    |
| ロット・ソウダル                   | ベルギー       | LTS    |
| モビスター・チーム                 | スペイン       | MOV    |
| オリカ・グリーンエッジ             | オーストラリア | OGE    |
| チーム・ジャイアント＝アルペシン   | ドイツ         | TGA    |
| チーム・カチューシャ               | ロシア         | KAT    |
| チーム・ロットNL・ユンボ           | オランダ       | TLJ    |
| チーム・スカイ                     | イギリス       | SKY    |
| ティンコフ＝サクソ                 | ロシア         | TCS    |
| トレック・ファクトリー・レーシング | アメリカ合衆国 | TFR    |

## 日程
| 日程             | レース名                               | 優勝者                     | 国籍           | 所属チーム                       |
| ---------------- | -------------------------------------- | -------------------------- | -------------- | -------------------------------- |
| 1月20日〜1月25日 | ツアー・ダウンアンダー                 | ローハン・デニス           | オーストラリア | BMC・レーシングチーム            |
| 3月8日〜3月15日  | パリ〜ニース                           | リッチー・ポート           | オーストラリア | チームスカイ                     |
| 3月11日〜3月17日 | ティレーノ〜アドリアティコ             | ナイロ・キンタナ           | コロンビア     | モビスター・チーム               |
| 3月22日          | ミラノ〜サンレモ                       | ジョン・デゲンコルブ       | ドイツ         | チーム・ジャイアント＝アルペシン |
| 3月23日〜3月29日 | カタルーニャ一周                       | リッチー・ポート           | オーストラリア | チームスカイ                     |
| 3月27日          | E3・ハレルベーク                       | ゲラント・トーマス         | イギリス       | チームスカイ                     |
| 3月29日          | ヘント〜ウェヴェルヘム                 | ルーカ・パオリーニ         | イタリア       | チーム・カチューシャ             |
| 4月5日           | ロンド・ファン・フラーンデレン         | アレクサンドル・クリストフ | ノルウェー     | チーム・カチューシャ             |
| 4月6日〜11日     | バスク一周                             | ホアキン・ロドリゲス       | スペイン       | チーム・カチューシャ             |
| 4月12日          | パリ〜ルーベ                           | ジョン・デゲンコルブ       | ドイツ         | チーム・ジャイアント＝アルペシン |
| 4月19日          | アムステルゴールドレース               | ミハウ・クフャトコフスキ   | ポーランド     | エティックス・クイックステップ   |
| 4月22日          | フレッシュ・ワロンヌ                   | アレハンドロ・バルベルデ   | スペイン       | モビスター・チーム               |
| 4月26日          | リエージュ〜バストーニュ〜リエージュ   | アレハンドロ・バルベルデ   | スペイン       | モビスター・チーム               |
| 4月28日〜5月3日  | ツール・ド・ロマンディ                 | イルヌール・ザカリン       | ロシア         | チーム・カチューシャ             |
| 5月9日〜5月31日  | ジロ・デ・イタリア                     | アルベルト・コンタドール   | スペイン       | ティンコフ・サクソ               |
| 6月7日〜6月14日  | クリテリウム・デュ・ドフィネ           | クリストファー・フルーム   | イギリス       | チームスカイ                     |
| 6月13日〜6月21日 | ツール・ド・スイス                     | シモン・シュピラック       | スロベニア     | チーム・カチューシャ             |
| 7月4日〜7月26日  | ツール・ド・フランス                   | クリストファー・フルーム   | イギリス       | チームスカイ                     |
| 8月1日           | クラシカ・サンセバスティアン           | アダム・イェーツ           | イギリス       | オリカ・グリーンエッジ           |
| 8月2日〜8月8日   | ツール・ド・ポローニュ                 | ヨン・イサギレ             | スペイン       | モビスター・チーム               |
| 8月10日〜8月16日 | エネコ・ツアー                         | ティム・ウェレンス         | ベルギー       | ロット・ソウダル                 |
| 8月22日〜9月13日 | ブエルタ・ア・エスパーニャ             | ファビオ・アル             | イタリア       | アスタナ・プロチーム             |
| 8月23日          | ヴァッテンフォール・サイクラシックス   | アンドレ・グライペル       | ベルギー       | ロット・ソウダル                 |
| 8月30日          | GP西フランス・プルエー                 | アレクサンドル・クリストフ | ノルウェー     | チーム・カチューシャ             |
| 9月11日          | グランプリ・シクリスト・ド・ケベック   | リゴベルト・ウラン         | コロンビア     | エティックス・クイックステップ   |
| 9月13日          | グランプリ・シクリスト・ド・モンレアル | ティム・ウェレンス         | ベルギー       | ロット・ソウダル                 |
| 10月4日          | ジロ・ディ・ロンバルディア             | ヴィンチェンツォ・ニバリ   | イタリア       | アスタナ・プロチーム             |

## 総合成績

### 個人ランキング
| ランク | 名前                           | 国籍           | 生年月日       | 所属チーム                       | ポイント数 |
| ------ | ------------------------------ | -------------- | -------------- | -------------------------------- | ---------- |
| 1      | アレハンドロ・バルベルデ       | スペイン       | 1980年4月25日  | モビスター・チーム               | 675        |
| 2      | ホアキン・ロドリゲス           | スペイン       | 1979年5月12日  | チーム・カチューシャ             | 474        |
| 3      | ナイロ・キンタナ               | コロンビア     | 1990年2月4日   | モビスター・チーム               | 457        |
| 4      | アレクサンドル・クリストフ     | ノルウェー     | 1987年7月5日   | チーム・カチューシャ             | 453        |
| 5      | ファビオ・アル                 | イタリア       | 1990年7月3日   | アスタナ・プロチーム             | 448        |
| 6      | クリストファー・フルーム       | イギリス       | 1985年5月20日  | チームスカイ                     | 430        |
| 7      | アルベルト・コンタドール       | スペイン       | 1982年12月6日  | ティンコフ・サクソ               | 407        |
| 8      | フレフ・ヴァン・アーヴルマート | ベルギー       | 1985年5月17日  | BMC・レーシングチーム            | 324        |
| 9      | ルイ・コスタ                   | ポルトガル     | 1986年10月5日  | ランプレ・メリダ                 | 324        |
| 10     | ティボ・ピノー                 | フランス       | 1990年5月29日  | エフデジ                         | 319        |
| 11     | リッチー・ポート               | オーストラリア | 1985年1月30日  | チームスカイ                     | 314        |
| 12     | ジョン・デゲンコルブ           | ドイツ         | 1989年1月7日   | チーム・ジャイアント＝アルペシン | 302        |
| 13     | リゴベルト・ウラン             | コロンビア     | 1987年1月26日  | エティックス・クイックステップ   | 301        |
| 14     | ゲラント・トーマス             | イギリス       | 1986年5月25日  | チームスカイ                     | 283        |
| 15     | トム・デュムラン               | オランダ       | 1990年11月11日 | チーム・ジャイアント＝アルペシン | 271        |
| 16     | シモン・シュピラック           | スロベニア     | 1986年6月23日  | チーム・カチューシャ             | 269        |
| 17     | ペーター・サガン               | スロバキア     | 1990年1月26日  | ティンコフ・サクソ               | 257        |
| 18     | ドメニコ・ポッツォヴィーヴォ   | イタリア       | 1982年11月30日 | AG2R・ラ・モンディアル           | 242        |
| 19     | ヴィンチェンツォ・ニバリ       | イタリア       | 1984年11月14日 | アスタナ・プロチーム             | 238        |
| 20     | マイケル・マシューズ           | オーストラリア | 1990年9月26日  | オリカ・グリーンエッジ           | 221        |

### チームランキング
| ランク | 所属チーム                         | 国籍           | ポイント数 |
| ------ | ---------------------------------- | -------------- | ---------- |
| 1      | モビスター・チーム                 | スペイン       | 1619       |
| 2      | チーム・カチューシャ               | ロシア         | 1606       |
| 3      | チームスカイ                       | イギリス       | 1378       |
| 4      | エティックス・クイックステップ     | ベルギー       | 1158       |
| 5      | アスタナ・プロチーム               | カザフスタン   | 1106       |
| 6      | BMC・レーシングチーム              | アメリカ合衆国 | 1010       |
| 7      | ティンコフ・サクソ                 | ロシア         | 929        |
| 8      | オリカ・グリーンエッジ             | オーストラリア | 845        |
| 9      | ロット・ソウダル                   | ベルギー       | 832        |
| 10     | チーム・ジャイアント＝アルペシン   | ドイツ         | 769        |
| 11     | AG2R・ラ・モンディアル             | フランス       | 587        |
| 12     | ランプレ・メリダ                   | イタリア       | 566        |
| 13     | トレック・ファクトリー・レーシング | アメリカ合衆国 | 529        |
| 14     | チーム・ロットＮＬ・ユンボ         | オランダ       | 485        |
| 15     | FDJ                                | フランス       | 439        |
| 16     | チーム・キャノンデール・ガーミン   | アメリカ合衆国 | 340        |
| 17     | IAMサイクリング                    | スイス         | 189        |

### 国別ランキング
| ランク | 国名           | ポイント数 |
| ------ | -------------- | ---------- |
| 1      | スペイン       | 1945       |
| 2      | イタリア       | 1106       |
| 3      | コロンビア     | 1099       |
| 4      | イギリス       | 1041       |
| 5      | ベルギー       | 905        |
| 6      | フランス       | 881        |
| 7      | オランダ       | 848        |
| 8      | オーストラリア | 777        |
| 9      | ドイツ         | 587        |
| 10     | ノルウェー     | 453        |